# 牛丼
牛丼（ぎゅうどん）とは、薄く切った牛肉とタマネギなどを醤油などで甘辛く煮込み、丼に盛った飯の上に載せた日本料理。
後述のすき焼き丼の名残で、しらたきを一緒に煮込むこともある。別称として牛飯（ぎゅうめし）や牛めし（ぎゅうめし）がある。

## 概説
牛丼は牛鍋を丼飯にかけた料理が原型で、当時は「牛めし」と呼ばれ、明治時代に誕生した。「牛丼」の名称は、吉野家を1899年（明治32年）に創業した松田栄吉が名付けたとされている。すき焼き丼も同類とされる。すき焼きの名残から、しらたき、焼き豆腐、ネギなどを入れる店舗もあるが、大手の牛丼チェーンでは牛肉やタマネギのみが乗せられる場合が多い。また、食べる者の好みに応じ、紅しょうが、七味唐辛子、生卵などが付け合わせとして使用されることもある。
牛丼は醤油ベースで調味されることが多いが、神戸らんぷ亭が2010年1月25日に「塩牛丼」を発売。味付けに塩ダレを使用している。また、神戸らんぷ亭は、「味噌牛丼」も期間限定で提供し、醤油・塩・味噌の「牛丼3兄弟戦略」を2010年に展開した。このほか、牛肉を焼く調理法を採用したメニューでも牛丼の範囲として扱う場合があり、その際は「焼き牛丼」と呼ばれ、東京チカラめしがこれを主力として売り出した。しかし、神戸らんぷ亭は牛丼事業を廃業、東京チカラめしも規模を大幅に縮小している（後述）。

## 歴史
牛丼の源流に該当する料理は牛鍋であり、1862年（文久2年）横浜入船町の居酒屋「伊勢熊」が店の半分を仕切り、日本初の牛鍋屋を開業したとされる。幕末から明治時代初期の牛肉は硬く獣臭さが目立ち、それらを緩和するために関東の牛鍋は紅葉（鹿肉の別名）鍋に類似した内容で、具材は牛肉（当時はまだ薄切り肉の使用が定着しておらず、角切り肉を使う場合もあった）・ネギのみで味噌仕立ての味付けで煮る・炒め煮にする調理法が主流で、ネギを五分（一寸の半分で約16 - 17mm）の長さに切ったことから、明治初期には具材のネギが「五分」と呼ばれたこともあった。明治時代の文明開化により牛肉を食べる習慣が広まり、東京・芝に外国人向け食肉加工場が完成などの要因から肉質が良くなるにつれ、関東地方の味付けは味噌から醤油と砂糖などを調合したタレ（割下）が主流になっていった。1877年（明治10年）には、東京での牛鍋屋は550軒を超えて大流行となっていた。1887年（明治20年）頃になると、具材において牛肉や野菜以外にも白滝や豆腐が使われ始め、ネギはザクザクと切ることから「ザク」と呼ばれ、この「ザク」という言葉は具材全体の総称にもなっており、これらを沢山の割下で煮た牛鍋が関東風すき焼きの原型となった。
牛丼は前述のように牛鍋を丼飯にかけた料理が原型となっており、当時は牛飯もしくは牛めしという名称で1890年代には発売されており、この時期の東京にはあったが京阪には無かった。その後、1899年に創業した吉野家の牛丼も同様の料理であり、当時は「牛鍋ぶっかけ」と呼ばれ、主客である日本橋の魚河岸の人々に親しまれた。浅草や上野の広小路一帯にも牛丼の屋台が沢山出ており、そこでは「かめちゃぶ」の俗称も使われた。かめちゃぶの表現は、古川ロッパの随筆集「ロッパの悲食記」の中でも登場している。大正から昭和初期にかけ、牛スジの煮込みを使った屋台料理として浅草で人気を呼び、本格的な完成を見たとされる。吉野家での具材は明治から大正時代は牛鍋と同様の時期が続いたが、客側の「特に牛肉とご飯を一緒に楽しみたい」という要望が高まり、それを追求・進化していった結果、現在に通じる「牛肉とご飯を一緒に楽しむ」ことに特化した内容へ変化していった。
牛飯は、下層階級の食べ物とされていたが、関東大震災をきっかけにそのイメージは大きく変わる。震災後まもなく、市民の空腹を満たすため多数の屋台や露店が出現し、中でも多かったのが牛丼屋で、1923年12月10日の「読売新聞」は「天下をあげて喰つた牛丼」という見出しで、皆がこぞって食べる牛丼の繁盛ぶりを伝えた。牛丼は、安くボリューム感があり、手軽に食べられる丼物として、上流階級の人の口にも入るようになり、牛丼愛好層は拡大した。
東京のローカルフードであった牛丼は、吉野家が1973年からファーストフードとしてフランチャイズチェーンを展開したことで全国的に親しまれるようになった。その後、養老乃瀧、松屋、すき家、なか卯、神戸らんぷ亭などが追随して牛丼（牛めし）をチェーン展開した（「養老乃瀧」は一時牛丼から撤退していたが2017年に復活させた）。1993年当時、ダイエーグループの神戸らんぷ亭が恵比寿に1号店の出店を発表した際にはセゾングループの吉野家が即座に対抗し、2軒隣に吉野家恵比寿駅前店を開店した。

## 牛丼店におけるサービス・特性
各牛丼チェーンでは持ち帰り用の容器を用意しており、「牛丼弁当」としても販売している。また注文の際に「つゆだく」など客の好みに合わせた盛りつけを無料または有料で行っている場合がある。これはチェーン店によってマニュアルを定めた内容に限り対応可能としている特殊なサービスである。吉野家ではこれを「特殊オーダー」と呼んでいる。ただし、これは店内のどこにも明示されていないサービスである。サイズの一般的な表記はチェーン店によって変わるが大手牛丼チェーン3店では量が少ない方から「小盛（ミニ盛）」、「並盛」、「大盛」、「特盛」、という区分けになっている（間に店の独自のサイズが挟まれる）。

### つゆだく
つゆだくとは牛丼における盛り付け指定の一種であり、具材の汁（つゆ）を多めに盛りつけた状態のことを指す符丁。 つゆを少なめに盛り付けることはつゆ抜き（つゆ切り）とよばれる。また、つゆだくだくというさらに多めにつゆを盛り付けた状態を指す言葉もある。ときに「つゆだくだくだく…」のように、「だく」を多くしてつゆをとても多くしてもらう人もまれにいる。「だく」は「たくさん」の「たく」が濁ったものだという説と、「だくだく」という擬音が短縮されたものだという説がある。
つゆだくの語源・普及は、1950年代頃につゆを多めに頼む常連客が存在しており、その注文を簡潔に調理場へ伝えるため店員同士のやりとりに使用する合い言葉（符丁）として使い始めたとされ、1990年代中頃には一般にも定着し、1997年頃につゆだくで牛丼を食べることが女子高生の間で流行して一気に広まりを見せた。
店側にとっては、通常の注文と同価格でより多くのつゆを提供することとなるため、一品当たりのコストが増す。ある牛丼チェーン店ではつゆだくに伴うコスト増が年間数億円に上るという。
吉野家、すき家、松屋では、つゆだく牛丼弁当を注文すると弁当容器の上につゆだくと印刷されたシールが付くので、中を開けなくてもつゆだく牛丼弁当を見分けることができる。

### ねぎだく・ねぎ抜き
ねぎだく・ねぎ抜きとは牛丼における盛り付け指定の一種であり、ねぎだくは具材のタマネギを多めに盛り付けた状態、ねぎ抜きはタマネギを抜いた状態のこと。吉野家では2007年12月をもって一部店舗を除きねぎだく・ねぎ抜きの注文受け付けを終了したが、のちに復活。その後ねぎだくは新メニューとして有料化された。すき家・松屋はねぎだく・ねぎ抜き共に注文可能。

### 具材量の増減
メニューに表示されていないが、一部のトッピングやメインの具材量を有料・無料で変更可能な場合がある。松屋では福神漬の量調節やサラダのコーンを抜く注文が可能。すき家では過去の期間限定メニューの一部が「隠しメニュー」という形で存在しており、牛丼の「キング」（940円、肉の量が並盛りの6倍、ご飯の量が2.5倍）と、「プチ」（130円、並盛りの4割ほどの量）が店内食のみで注文可能。吉野家では肉を多めに食べたいがご飯は少なくていい場合、大盛りを頼んでご飯少なめ（頭の大盛り）という注文で対応可能。なお、吉野家では現在「頭の大盛り」は正式メニューとなっている。

### 地域的特性
牛丼チェーンの地域的特性として、関東地区は吉野家・すき家・松屋が数百店規模で拮抗し、中国・四国・九州エリアではすき家が最も多く、信越・北陸ではすき家が吉野家の2倍以上の店舗を出店している。大都市圏の傾向では東京では松屋が頭一つ抜けた店舗数で、大阪ではゼンショーグループであるなか卯・すき家の両社を併せた状態だと少し抜け出た店舗数となっている。
また、イベント会場などでテナントとして出店し、牛丼弁当などを販売するケースもある。

### みそ汁
みそ汁は有料である店舗が多いが、店内食の場合に限りみそ汁を無料で付けるサービスを行う店もある。大手チェーンでは松屋全店舗（持ち帰り牛めしは除く）、東京チカラめし全店舗（お持ち帰り牛丼は除く）、すき家の一部店舗（赤坂六丁目店など）で実施されている。有料の場合は値段を上げる事で豚汁やしじみの味噌汁などを提供する事もある。

## 主な牛丼店・牛丼取扱飲食店
47都道府県すべてに展開している企業は吉野家とすき家のみである。2000年代の一時期では、こういった状況やエリアごとの店舗分布や売り上げから考慮して、吉野家とすき家の「2強」時代と見る向きもあった。しかし2000年代後半以降に発生した価格競争に松屋も度々参戦したことから、すき家・吉野家・松屋の3社が「3強」「御三家」といった主要チェーンとして認識されている。2010年代初旬では、低価格居酒屋チェーンの「居酒屋270」シリーズを展開した三光マーケティングフーズが2011年6月に牛丼市場に参入し、「焼き牛丼」を看板メニューとした「東京チカラめし」が新たな勢力として存在感を見せたが、一過性のブームに終わり、2014年には直営店の8割を手放している。
牛丼市場は日常食として需要が安定していることや、新たにファミリー層などを取り込んだこと、低価格業態が消費者の支持を集めて堅調なことから、調査会社において2010年代前半から中盤にかけて市場の拡大が予測されている。

### チェーン
吉野家
株式会社吉野家ホールディングスの子会社。牛丼をファストフードとして展開した最初のチェーン店であり、牛丼店の代名詞的存在。 長年、店舗数業界最大手であったが、2008年9月にすき家に抜かれ2位へ転落した。
すき家
株式会社ゼンショーホールディングス子会社の株式会社すき家本部が運営。店舗の運営は全店舗直営で行っている。店舗数の順位は、2006年6月に松屋を抜き2位に浮上し、2008年9月に老舗の吉野家を追い越し、店舗数で業界最大手となった。また、2009年度における日本国内売上高で、吉野家を抜いた。
松屋
株式会社松屋フーズホールディングス子会社の株式会社松屋フーズが運営するチェーン店で、「牛丼」ではなく「牛めし」の名称を使用する。カレー、定食などの比率が高いこともあり、BSEの影響は限定的であった。店内食に限り牛めし・カレー・定食に無料で味噌汁が付くサービスを行っている。店舗数では2006年6月にすき家に抜かれ第3位に転落。
なか卯
大阪発の牛丼チェーン店で、早くから、うどん、親子丼など牛丼以外のメニューに力を入れており、その比率が比較的高いことが特徴。2006年に株式会社ゼンショー（現・株式会社ゼンショーホールディングス）の連結子会社になる。この時、同グループのすき家に将来的には吸収されるのではとの噂が出たが、ゼンショーは関西における知名度の高さやメニューの独自性を高く評価しており、すき家と並行してブランドを存続していくとし、将来的にも吸収・統合の予定はないとした。2014年に一度牛丼の販売を終了するが、2015年に復活した。
東京チカラめし
株式会社三光マーケティングフーズが2011年6月9日に1号店をオープンさせ、ピーク時には130店舗以上に急拡大したが、店舗スタッフの習熟が追いつかず客足が遠のき店舗網を縮小再編。2014年4月には全88店舗のうち68店舗を新設会社「株式会社チカラめし」に分割譲渡した。同社は店舗の業態転換を進め、牛丼を提供する店舗は国内に20店以下となった。2015年5月には全店舗閉鎖の噂がネット上で広まったが、同社は否定コメントを出している。その後さらに減って2023年11月現在2店舗となった。
どん亭
現在は神奈川県と沖縄県にのみ展開する。経営元は焼き肉チェーン店「安安」も経営する。
くら寿司
くら寿司株式会社が運営する。回転寿司チェーン店であるが、らーめん・カレー・うどん・丼物など、寿司以外のサイドメニューの開発・展開も進めており、2016年11月4日から牛丼の販売を開始した。
はなまるうどん
吉野家の子会社化により提供開始。「牛肉ごはん」という名称で類似商品を販売しているほか、吉野家の看板を掲げてめ牛丼を提供する店舗も存在する。
養老乃瀧
1977年から居酒屋営業が難しい昼食時間帯に一部店舗で牛丼を提供していた。1980年代には吉野家と並んでよく知られた牛丼チェーンであり、「養老牛丼」として親しまれた。その後メニュー廃止していたが2017年11月に復活した。
和食さと
2020年よりテイクアウト限定で「牛うま煮丼」を提供。
サンボ
永らく秋葉原の1店舗のみだったが、2023年神田神保町にも店舗が開店。

### 元チェーンなど
たつ屋（旧名：たつや）
1969年5月創業、銀座、日本橋、神保町など東京都内に展開するチェーンであったが2019年現在は新宿店のみ。
牛丼太郎
東京都内に展開するチェーンであったが破産し、新たに設立された運営会社が「丼太郎」として一部店舗を引き継ぎ、牛丼太郎とほぼ同じメニューで営業を続けている。2024年現在は茗荷谷店のみ。

### かつて牛丼を取扱したチェーン・飲食店
牛友チェーン
カレギュウ（カレーと牛丼合盛り）の元祖。東京都内で数店展開したが倒産し、現在は当時の店舗をロゴ入りの皿ごと居抜きした大井町の1店舗のみ存続する。現店主が再興しており、風味や食感などに僅かな差異が見られる。
神戸らんぷ亭
ガーデンの子会社、元来はダイエー系でミツイワに買収された。名称は、牛どん発祥地の「神戸」と「らんぷ」の灯、から。屋号に『神戸』とあるが店舗は関東地方のみであった。2015年7月までに全店舗が閉店してラーメンの壱角家へ転換し、2018年（平成30年）3月にガーデンに吸収合併されて解散した。
牛丼屋さかい
焼肉屋のさかいが2008年10月1日に1号店を開業して複数出店し、数年後に撤退した。
焼き牛丼屋
焼き牛丼店。ペッパーフードサービスが2008年4月7日に1号店を開業して複数出店したが数年後に撤退した。
まいどおおきに食堂
チェーン他社が300円台の時期に、直営メニューとして「食堂の牛丼」を280円で2008年12月24日から販売した。
山田うどん
丼メニューの一環として牛丼を提供した。
どんどん
1980年設立の「友伸フーズ」が経営した。2009年8月に経営破産し、店舗を閉鎖して残務処理で自己破産した。牛丼と朝定食やカレーなどを提供した。2003年当時「どんどん」の店名で首都圏の東京、神奈川、千葉で17店余を展開したが、規模縮小後は2011年から「情熱のすためし・どんどん」を出店して2012年で14店舗である。2007年に「株式会社ユウシン」が業務を引き継いだ。
牛丼専家
高知県で展開した。
牛若丸
吉野家の子会社スターティングオーバーの経営で2018年2月27日に池袋西口に1号店を開店し、2020年2月に閉店した。
横浜家
上尾市に店舗があったが2020年に閉店した。

### 参考画像

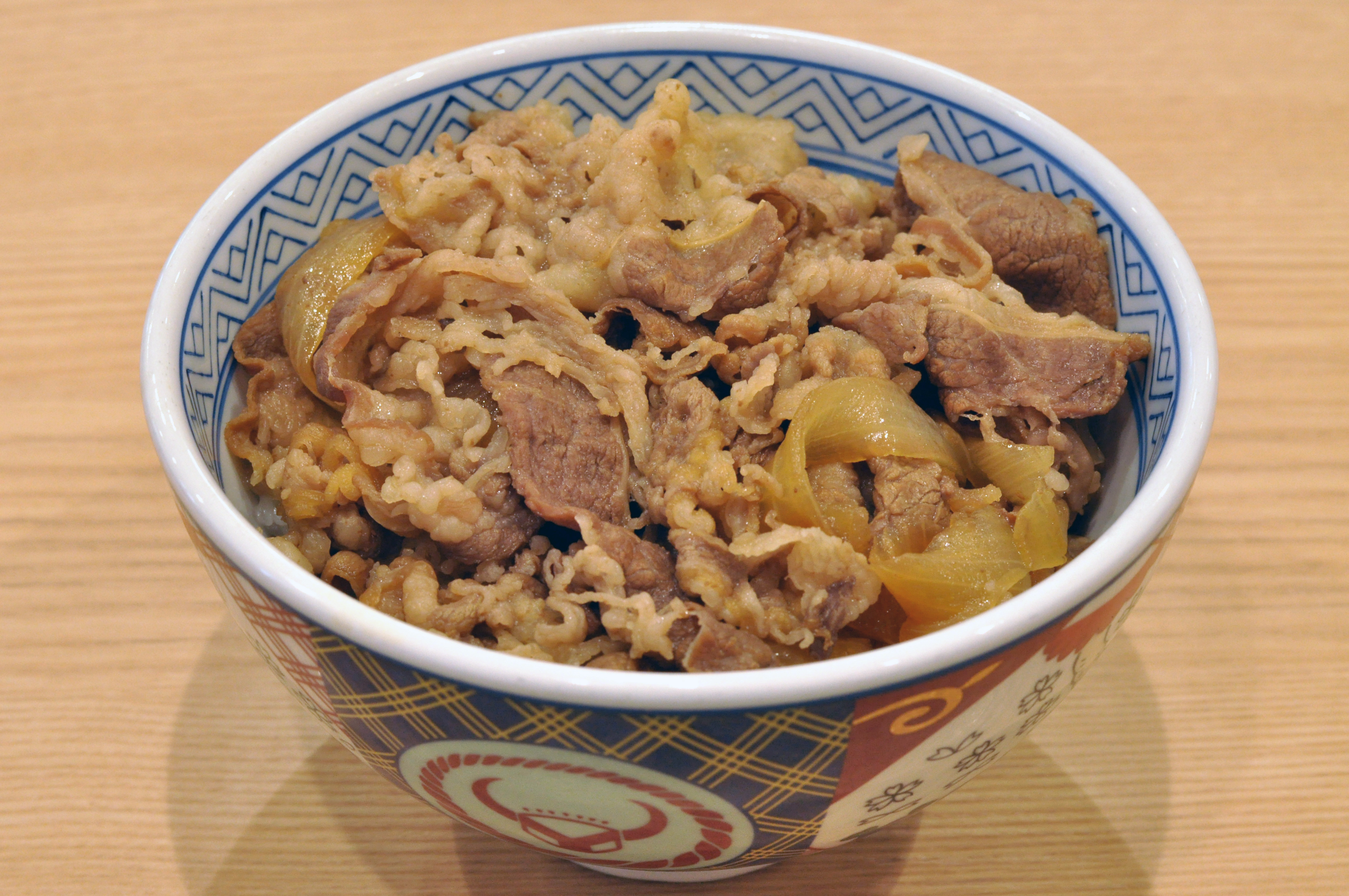
吉野家の牛丼並盛
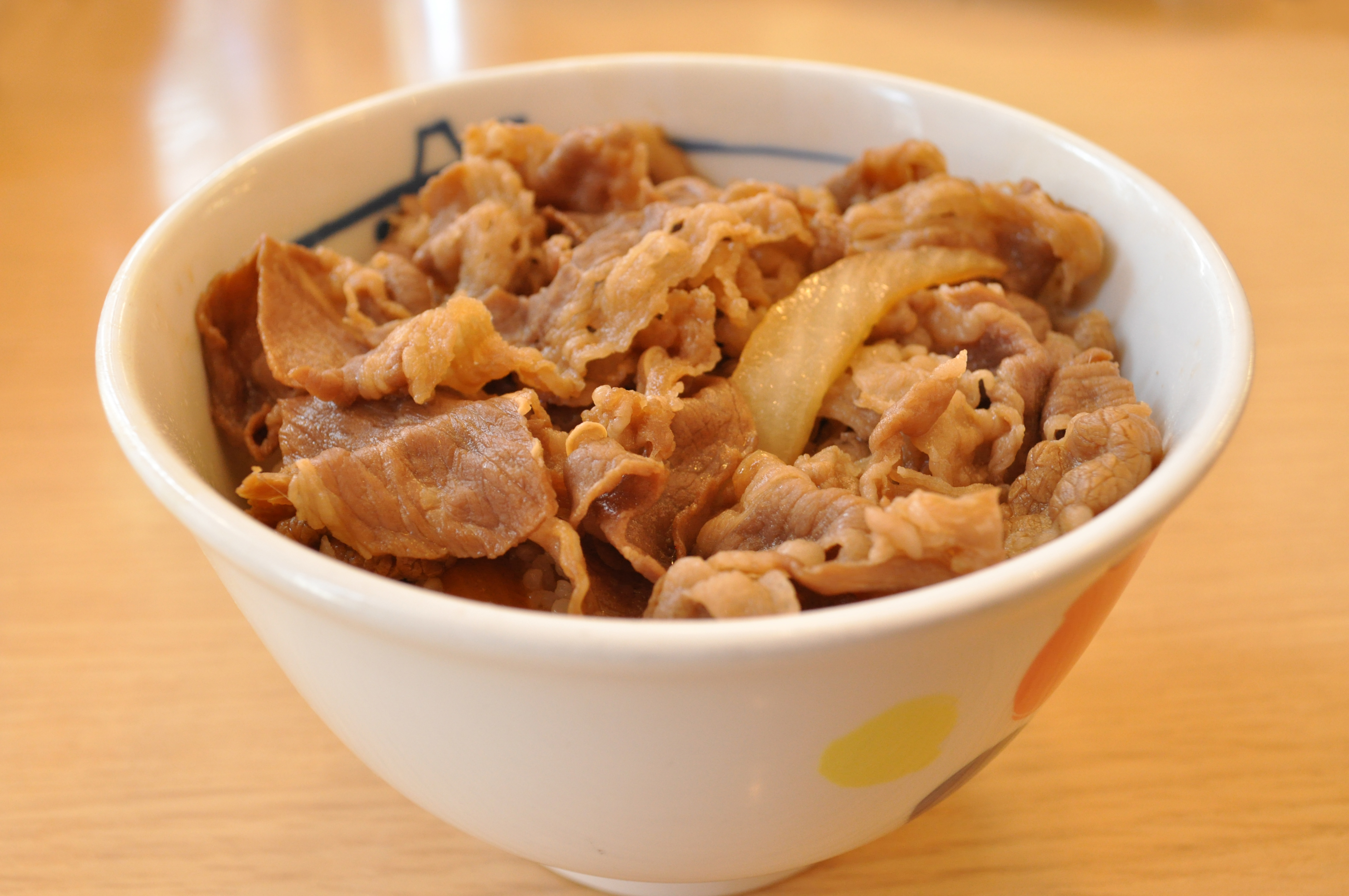
松屋の牛めし並盛
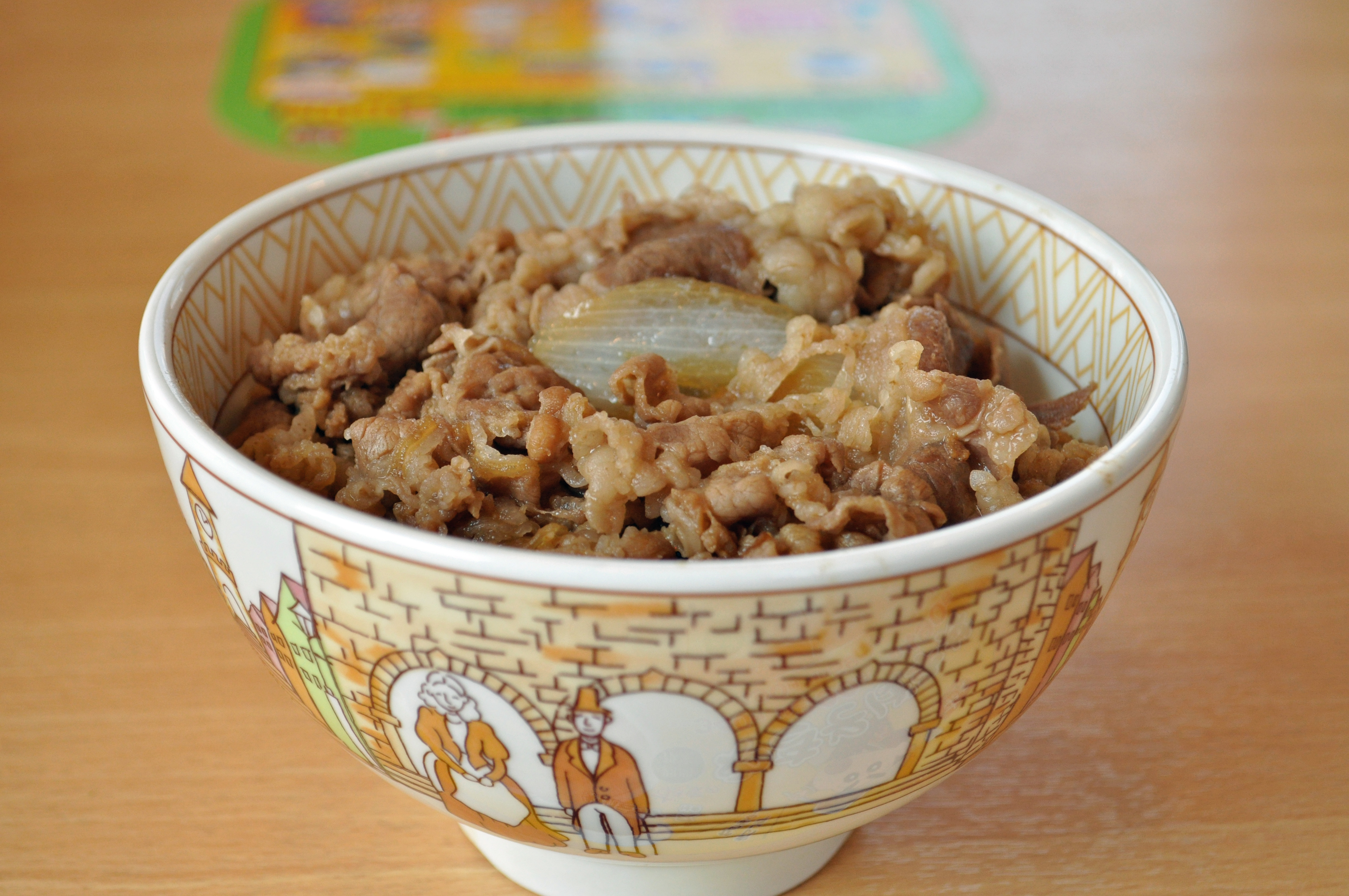
すき家の牛丼並盛
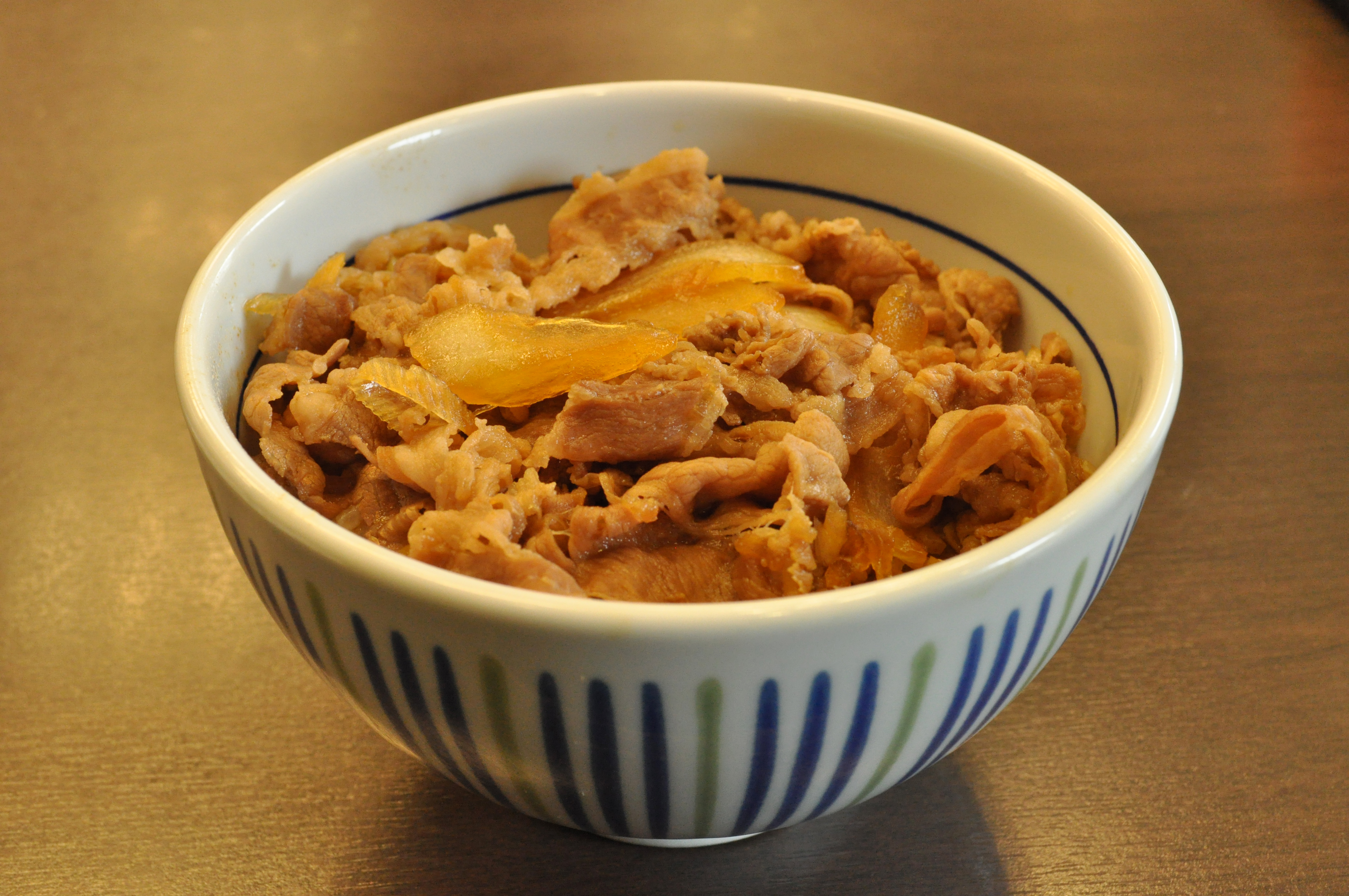
なか卯の和風牛丼並盛
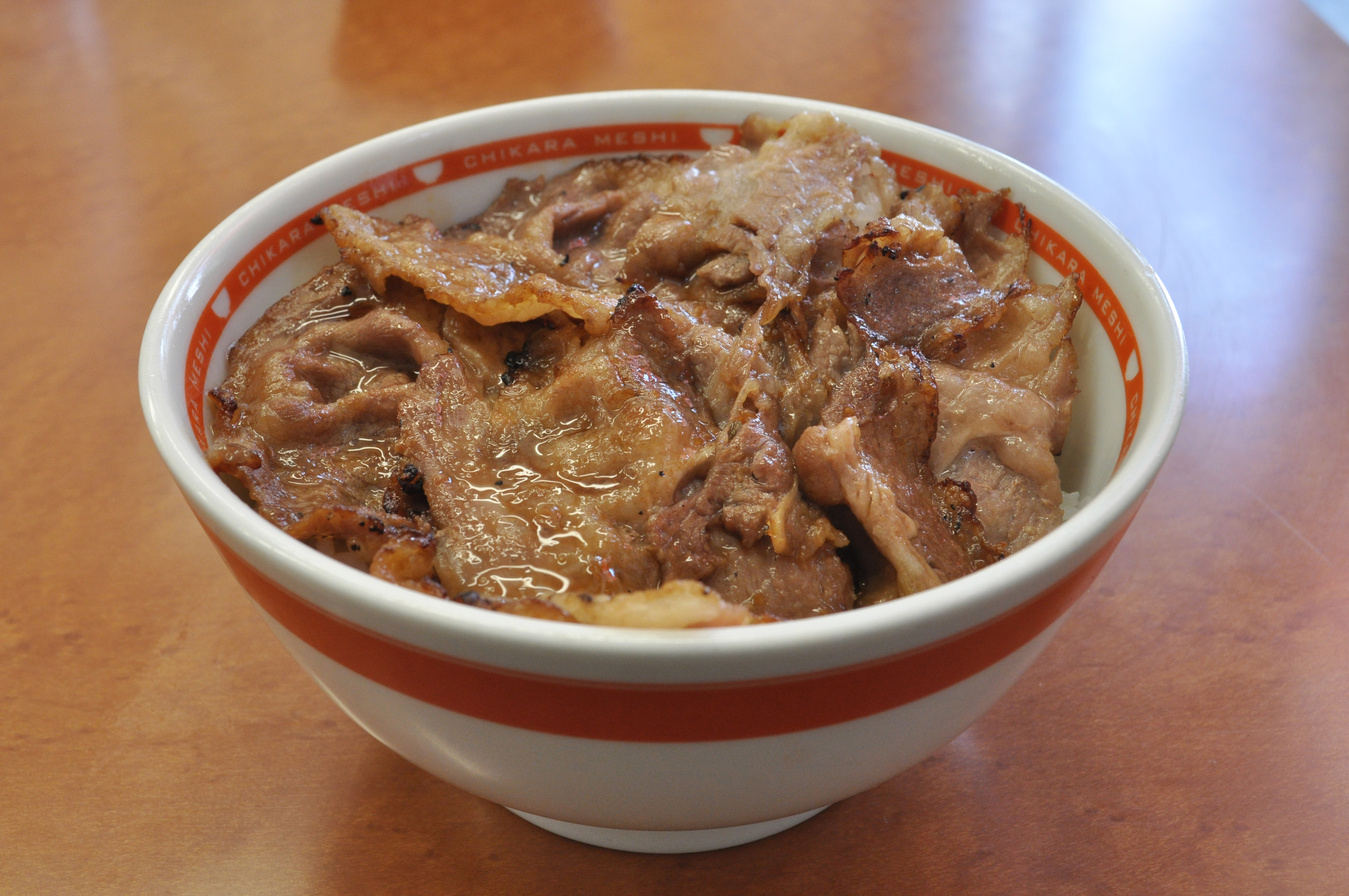
東京チカラめしの焼き牛丼並盛
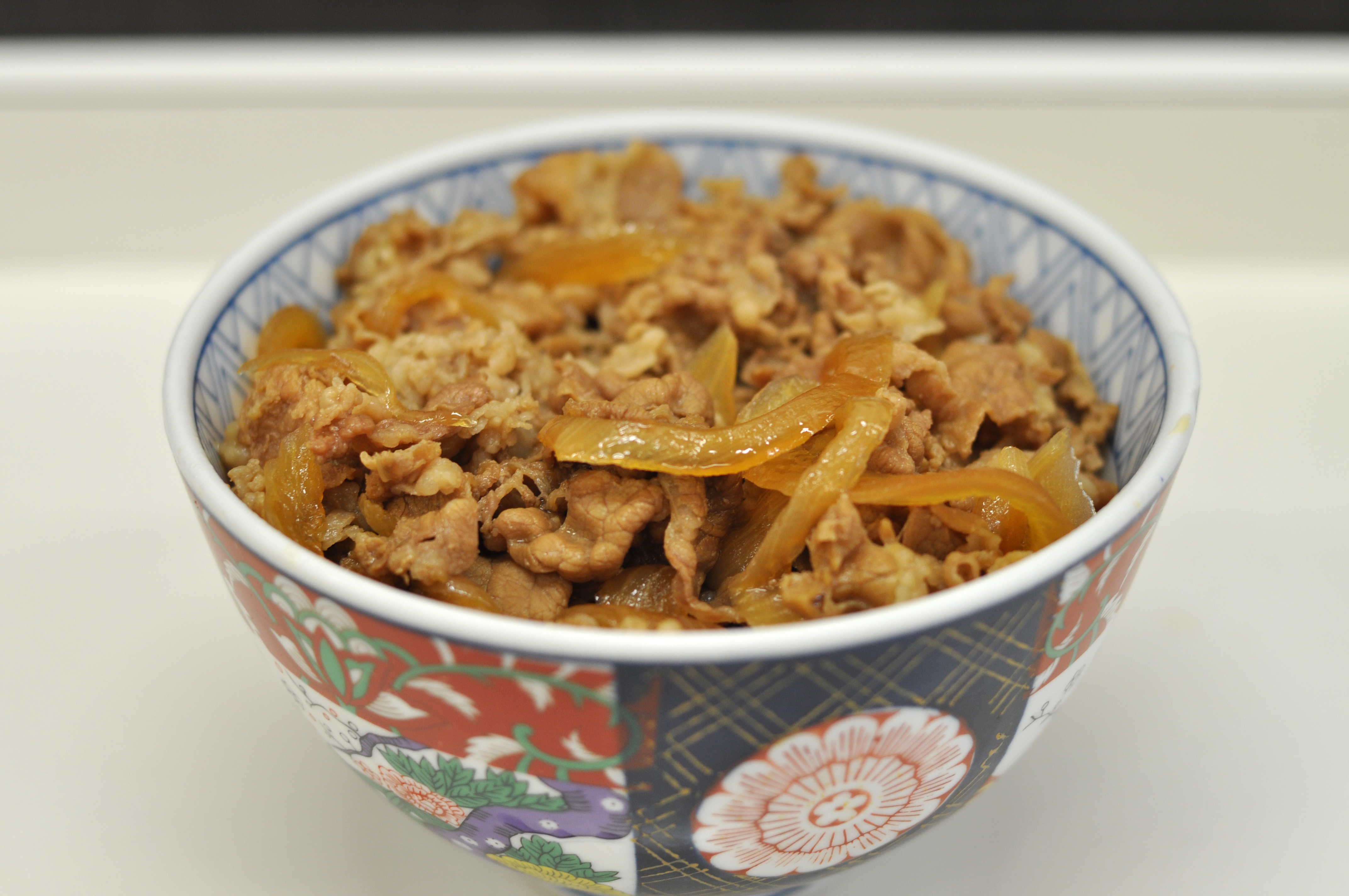
神戸らんぷ亭の醤油牛丼並盛

## 牛丼屋におけるBSEの影響
- 2003年（平成15年）
  - 12月24日 - アメリカワシントン州においてBSE（牛海綿状脳症、狂牛病）感染疑惑牛発見の発表があり、同12月26日に日本政府はアメリカ産牛肉の輸入禁止を決定。このことは安価なアメリカ産牛肉に支えられた牛丼屋チェーンに深刻な影響を及ぼした。

- 2004年（平成16年）
  - 1月1日 - 吉野家、牛丼の特盛りの販売を一時中止。代替メニューの豚丼、イクラシャケ丼、鶏丼等の販売を開始するとともに、朝定食の全日発売を開始。また、都内を中心とした一部店舗の深夜休業や年末年始休業を実施。
  - 1月18日 - なか卯は牛丼の販売を一部店舗で中止。他の牛丼チェーンでは新メニュー・代替メニューが登場している。しかし、このままでは同年2月頃牛肉在庫がなくなる可能性があり対応が迫られる。
  - 2月2日 - なか卯の牛丼販売が全面的に中止。主要チェーンでは最初の中止。
  - 2月5日 - すき家の牛丼販売が全面的に中止。
  - 2月11日 - 吉野家の牛丼販売が、第一号店築地店と出店契約上メニューが変更できない競馬場、競艇場内を除き全面的に中止。
  - 2月13日 - 大手では最後まで残った松屋の牛丼販売も中止（2004年3月10日 - 3月31日の期間は一部の店舗で特別販売）、牛丼チェーン大手4社から牛丼が一旦消えるという異常な事態となった。
  - 2月19日 - 神戸らんぷ亭は、当初は同年3月末で牛丼販売を休止する方針だったが、オーストラリア産牛肉の確保に目処が立ち、店舗数も首都圏を中心に他牛丼チェーンと比べ少ないことから、4月以降も牛丼販売継続すると発表した[49]。
  - 2月中旬 - 牛丼太郎は牛丼販売継続の方針を示し、米国産牛肉の在庫がなくなる2月中旬頃から牛丼への一時的豚肉混合（同年2月中旬-3月中旬頃）やオーストラリア産牛肉への切り替え、価格改定等の対応を行った。
  - 4月1日 - 神戸らんぷ亭はオーストラリア産牛肉に切り替え、価格改定を行い、牛丼販売を継続[49]。
  - 9月17日 - すき家でオーストラリア産牛肉を使用し、牛丼販売を再開する。
  - 10月 - 松屋で中国産牛肉を使用し、牛めし販売を再開する（後にオーストラリア産に変更）。
  - 12月2日 - 吉野家のほぼ全店でオーストラリア産牛肉を使用した「牛焼肉丼」を発売。
  - 12月7日 - なか卯の全店でアメリカ産、オーストラリア産、メキシコ産などの牛肉を使った「牛カルビ丼」を順次発売。

- 2005年（平成17年）
  - 2月11日 - 吉野家で1日だけの牛丼限定復活発売が行われた（全国150万食）。
  - 2月15日 - 2月19日 - なか卯で5日間だけの牛丼限定復活発売が行われた。なか卯はその後、同年中にオーストラリア産牛肉を使用し、牛丼販売再開。
  - 4月29日 - 5月8日 - 大阪市住之江区・インテックス大阪で開催される「'05食博覧会大阪」の会場限定で、メキシコ産牛肉を使って吉野家の牛丼を販売（1日2000食限定、牛丼弁当並盛1個400円）。
  - 12月12日 - アメリカ産とカナダ産牛肉の輸入禁止措置を条件つきで解除→ウィキニュース。これを受けて、吉野家は2か月程度で牛丼の販売を再開するという報道がされたが、すき家では安全性の懸念から、当面使用を見送ると表明するなど対応が分かれた。

- 2006年（平成18年）
  - 1月18日 - 吉野家はアメリカ産牛肉の禁輸解禁を受けて、ある程度販売する量の牛肉が確保できたとして、2月11日から13日に限定して牛丼の復活販売をすることを決定。3月以後も期間を限定して販売する方針であることも示唆。
  - 1月20日 - アメリカ産牛肉からBSEの病原体が溜まっている危険部位と指摘されており、輸入の際、除去が義務づけられている脊柱（せきちゅう）が混入していたことが判明。日本政府は直ちにアメリカ産牛肉を再び全面禁輸にする処置を発令→ウィキニュース。これを受けて、1月21日、吉野家は先述の牛丼復活販売を当面延期すると発表した→ウィキニュース。その後、7月27日に、安全性が確認された施設にかぎり輸入を再再開することを日本政府が決定。
  - 9月18日 - 吉野家が「牛丼復活祭」として11時から100万食限定（各店舗約1000食）で牛丼の販売を再開。各店舗には開店前から行列ができ、報道各社もこのキャンペーンを一斉に取り上げた。この日の販売は並盛（380円）と大盛（480円）のみ。キャンペーンの一環としてオレンジと白の2種類（牛丼1食に1枚）の「牛丼復活記念オリジナルてぬぐい」を配布した。その後、「牛丼祭」と銘打ち、10月1日から5日と11月1日から5日に限定的に牛丼を販売。
  - 12月1日 - 吉野家は牛丼の販売を、期日限定から、毎日11時から15時までの昼食時間帯限定に拡大。

- 2007年（平成19年）
  - 3月1日 - 吉野家は牛丼の販売を、毎日11時から24時までの時間帯限定に拡大。

- 2008年（平成20年）
  - 3月17日・20日 - 吉野家は牛丼の主原材料となる米国産牛肉の調達先開拓が進み、終日営業に必要な量の確保が可能となったことにより、全国の吉野家約1040店で牛丼の常時24時間販売を約4年1ヶ月ぶりに再開すると3月17日発表、同月20日実施[26]。
  - 4月21日・23日 - 伊藤忠商事が吉野家向けに2007年8月に輸入した米国産牛肉700箱中1箱から特定危険部位の脊柱が混入していた腰部の肉を吉野家「東京工場」（埼玉県大利根町）で4月21日発見、農林水産省と厚生労働省は同月23日この事実を発表[26]。問題の牛肉は工場でのチェック体制がきちんと働いたことにより、消費者には販売されていないため「吉野家の牛丼は安全だ」と同社は強調し[26]、当該工場以外にも調達先があるため「牛肉の在庫は確保しており、24時間販売の見直しはしない」（吉野家HD広報部長）としている[50]。

- 2009年（平成21年）
  - BSE騒動以降、牛丼販売再開後における牛丼使用部位の牛肉調達コストは、米国産牛肉が条件付輸入状態で流通量が限られていることからコスト高となっており、2009年時点の豪州産牛肉と比較すると1.5倍で、2001年当時の同食材の市場価格と比較すると2倍強となっていることで、牛丼チェーン店が使用する牛肉の仕入産地によるコストの差が大きくなっている[51][52][53][54]。

## 飲食店における牛丼価格の変遷
各チェーン店の牛丼販売価格は物価の上昇や景気の動向、そしてBSE問題によって値上げと値下げを繰り返してきた。とくに、値下げに関しては1社が先行して値下げを行うと他社も後から追随する構図が繰り返されている。
- 1989年以前
  - 1966年に吉野家は、並盛120円から200円に値上げ[55]。
  - 1975年に吉野家は、並盛200円から300円に値上げ[55]。
  - 1979年12月に吉野家は、並盛300円から350円に値上げ[56][出典無効]。
- 1990年代
  - 1990年に吉野家は、並盛350円から400円に値上げ[55]。
  - 1995年1月に神戸らんぷ亭が牛どん（並）を290円に値下げ[57]。しかし、同業他社は追随せず、1996年7月から3回にわたって値上げを繰り返し、1998年3月には1994年時点の価格に戻る[58]。
- 2000年（平成12年）
  - 7月 - 神戸らんぷ亭、持ち帰り牛どん（並）のみ400円→290円に値下げ。
  - 9月27日 - 松屋が同年8月に300店舗出店達成。それを記念して牛めしの販売価格を値下げ（並390円→290円）。当初は期間限定の予定だったが好評だったこともあってそのまま継続販売となる[59][60]。
- 2001年（平成13年）
  - 3月1日 - 神戸らんぷ亭、店内食の牛どん（並）も400円→290円に値下げ[61][62]。
  - 3月5日 - すき家、牛丼（並）を400円→280円に値下げ[60][61][62]。
  - 4月 - 吉野家、期間限定で牛丼（並）通常400円から値引きを行った、250円セール開催[61]。
  - 7月26日 - 吉野家、西日本地区（愛知、岐阜、富山の3県を含む）の店舗にて牛丼（並）400円→280円に値下げ[60][61]。
  - 8月1日 - 吉野家、東日本地区（静岡、長野、新潟の3県を含む）の店舗にて牛丼（並）400円→280円に値下げ[60][61]。
  - 8月 - 神戸らんぷ亭、牛どん（並）を更に290円→270円に値下げ[61]。
  - 8月 - なか卯、牛丼（並）400円→280円に値下げ[61]。
  - 時期不明 - 小規模牛丼チェーンの牛丼太郎（並盛250円→200円）も値下げ競争に追随する。
- 2002年（平成14年）
  - 2月 - 神戸らんぷ亭、牛どん（並盛）を270円→280円に値上げ[63][64]。
- 2004年（平成16年）
  - 2月初旬 - 中旬 - 前述の「BSEの影響」にて、なか卯、すき家、吉野家、松屋にて牛丼の販売が休止（一部店舗を除く）、それと共に牛丼の低価格路線も終了となる。
  - 2月19日 - 神戸らんぷ亭、牛どん販売継続を発表[49]。
  - 2月中旬 - 牛丼太郎、牛丼販売継続の方針を示し、米国産牛肉の在庫がなくなる2月中旬ごろから牛丼への一時的豚肉混合（同年2月中旬-3月中旬頃）や豪州産牛肉への切り替え等の対応を行い、並盛200円→250円へ値上げ。
  - 4月1日 - 神戸らんぷ亭、豪州産牛肉へ切り替えて牛丼の販売継続。しかし、並盛280円→350円に値上げ[49]。
- 2000年代中盤
  - 各牛丼チェーンにて牛丼が復活したが、いずれも通常価格において並盛300円台とBSE騒動以前より値上げされている[65]（すき家 - 2004年9月再開：350円、松屋 - 2004年10月再開：390円、なか卯 - 2005年10月再開：390円、吉野家 - 2006年9月再開：380円）[64]。
- 2008年（平成20年）
  - 9月1日
    - 神戸らんぷ亭、豪州産に加えメキシコ産牛肉を導入に伴い、牛どん（並盛）を350円→380円に値上げ[66]。
    - 松屋、原材料費などの高騰を受けて、牛めし（並盛）を350円→380円に値上げ（牛めし大盛など一部商品の価格は据え置き）[67]。

  - 12月 - フジオフードシステムのまいどおおきに食堂が、メニューに牛丼を加え、並盛り280円で提供開始。
- 2009年（平成21年）
  - 4月23日 - すき家が牛丼（並）350円・カレー（並）380円から、両方とも通常価格330円に、恒常的な値下げ。これに伴い、豚丼を休止[68]。すき家が2008年9月に、それまで店舗数業界最大手の座に君臨し続けた吉野家を店舗数で上回ったこと[51]、2009年時点で割安な豪州産牛肉を使用[54]、2001年のデフレ時に比べ同業他社以外のライバルが多数増え圧倒的に競争が厳しい[53]、などの要因などから、店舗数第一位やグループ多業態化成功のバイイングパワーを活かして[52]攻勢に出た[51]。同業他社は2009年5月時点では静観の構えだが[65]、この値下げが呼び水となって、再び値下げ戦争が起こるのではと見る向きもあった[69]。2009年5月時点における、主な同業他社の牛丼並盛りの価格は、吉野家380円、松屋380円、なか卯390円であった。
  - 11月26日・12月3日 -　松屋が牛めし（並）を320円に、豚めし（並）を290円に、恒常的な値下げすると11月26日発表、12月3日より実施[70]。牛丼の価格としては、すき家の（並）330円を下回り、大手チェーン店では当時最安値だった。キャンペーン以外での同社の値下げは約4年ぶり。
  - 12月7日 - 11月20日から12月7日まで期間限定キャンペーン（牛丼〈並〉299円）としていたすき家にて、期間中に客足が2〜3割伸びたことから、牛丼（並）の通常価格を330円から恒常的に280円へ値下げと発表、同日午前7時より実施、同時に品質アップも実施[71]。これにより、先行して値下げした松屋は、大手チェーン店最安値の座をたった1週間足らずで明け渡すことになり、すき家がその座に返り咲くことになった。また、吉野家は、これらの動きに対して、牛肉仕入れのコスト高、品質を維持すること、主力の牛丼を値引きしても以前と異なり大幅な集客アップは望めず逆に採算が悪化する予測、現在の設定価格は採算ギリギリのライン、などの要因から「現状では追随しての（恒常的な）値下げは考えていない」とコメントし、当面は静観する構えを見せた[51][52][53]。
    - 松屋とすき家が通常価格を恒常的に値下げした要因としてデフレの他に、既存店の売上が苦戦していた実情もあった[72]。

  - 12月21日 - なか卯、同日11時から一部商品の価格改定を行い、牛丼（並）の通常価格を390円から350円に値下げ[73]。
- 2010年（平成22年）
  - 1月11日〜21日 - 吉野家は2010年で創業111周年を迎える記念の一環として、期間限定で「牛丼80円引き」キャンペーンを実施[54]。期間終了後は通常価格に戻り「（恒常的な）値下げは全く考えておりません」と吉野家ホールディングス広報担当者が見解を示した[54]。
- 2011年（平成23年）
  - 大手4社による期間限定で並盛の価格を200円台中盤位に値下げするキャンペーン競争が繰り返し行われ常態化した（すき家が8回、松屋が7回実施）[74]。
  - 11月 - すき家・松屋・吉野家、主要牛丼チェーン3社の月次売上高において、11月は3社が牛丼値引きキャンペーンを行ったが3社とも前年割れし、度重なる期間限定値引きが2年を経過したことで効果が薄れてきたとの指摘も出ていた[34]。
- 2012年（平成24年）
  - 松屋が1月9日10時から16日15時まで並盛を240円に下げるキャンペーンを行い、終了後の16日15時より並盛はこれまでの通常価格320円から40円を恒常的に値下げして、新たな通常価格は280円となった（その他牛関連商品値下げあり）。並盛の通常価格にて、松屋はすき家と同額の280円になり、2社が最安値で並ぶ状態となった[75]。
  - 3月以降 - 牛丼の値引きキャンペーンによる販売・集客効果が薄れてきたすき家は、来店・利用頻度の向上を目指す新サービスとして、毎月特定のメニュー数種類を1か月間値下げするキャンペーン「得すき」を開始[74][76]。
- 2013年（平成25年）
  - 吉野家が牛丼並を280円に値下げ。これに伴って牛鍋丼の販売を終了。
- 2014年（平成26年）
  - 2月12日 - なか卯が牛丼の販売を終了し、代わって「牛すき丼」の販売を開始[77]。
  - 4月1日 - すき家が消費税増税に伴う価格改訂により、牛丼並盛を280円から270円に値下げ[78]。
  - 4月1日 - 吉野家が消費税増税に伴う価格改訂により、牛丼並盛を280から290円に値上げ。すき家とは逆に価格が上がることとなった。

## 調理

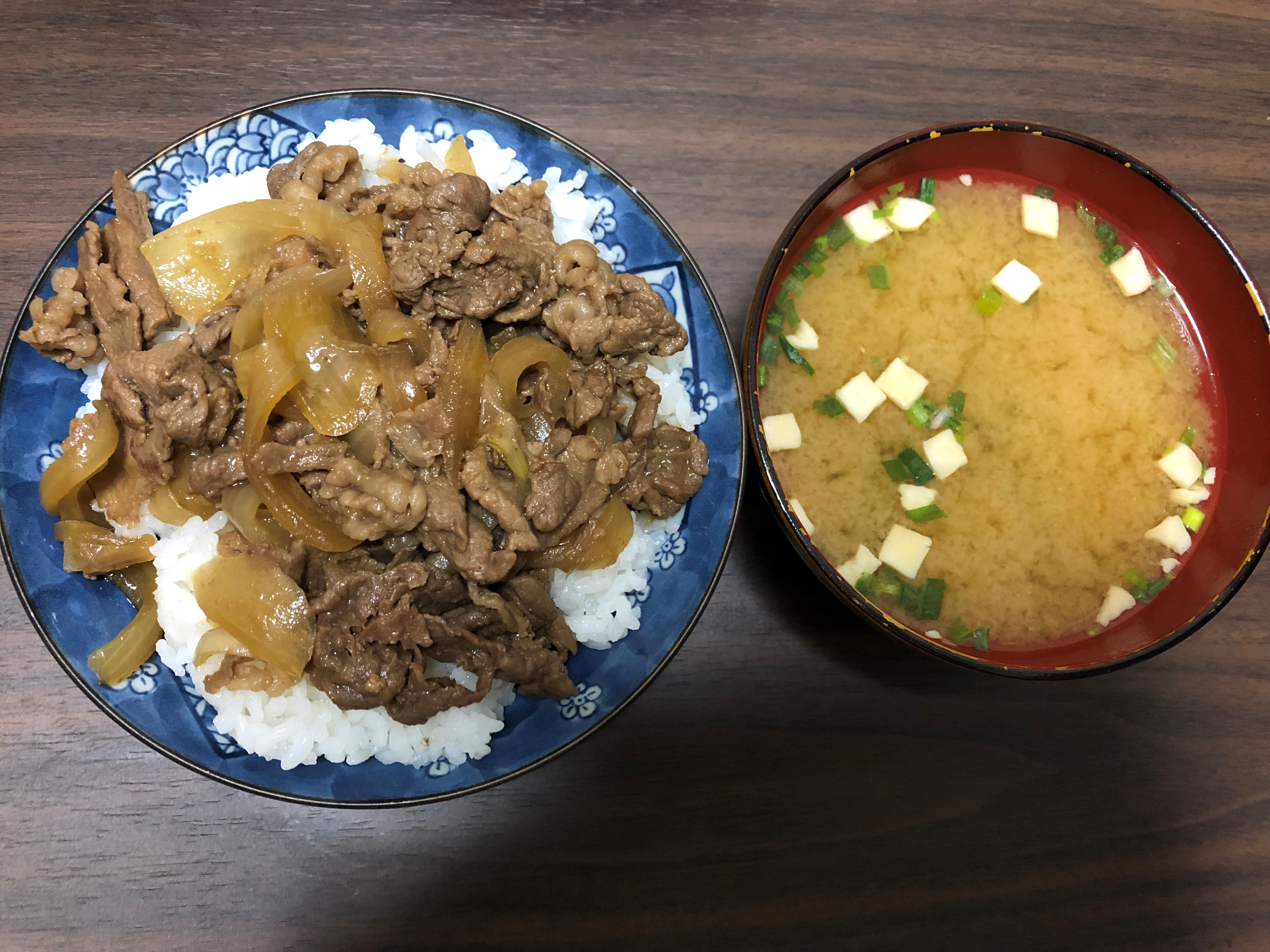
家庭で調理された牛丼

一般的な牛丼のレシピとしては冒頭に書いてあるように、「適度な大きさに切った牛薄切肉やタマネギなどを醤油・砂糖・味醂などの調味料で煮込み、それをご飯の上に載せる」といったものである。調理用にあらかじめ調合された「牛丼のたれ」も各食品メーカーより発売されている。また、吉野家の味を家庭で再現しようと研究している人も一部に存在し、にんにくやワインなど味のポイントとなる材料を使用したレシピを、ウェブサイトなどで公開しているケースも見受けられる。
焼く調理法を用いた牛丼である「焼き牛丼」をメニューで出す東京チカラめしでは、肉を焼く工程において効率向上による短時間化と焼き加減の標準化オペレーションを保つため、業務用オーブンで調理する。味付けは甘辛のタレを使用し、盛り付けはご飯の上に飴色の玉ねぎを敷き、その上に肉を載せた状態となっている。料理サイトでは、東京チカラめしの焼き牛丼を模したレシピが考案されている。
簡便に調理可能なレトルト・冷凍商品『牛丼の素』がグリコ、S&B、マルハなどの食品メーカーや牛丼チェーンではすき家・吉野家・松屋の3社から発売されている。吉野家『牛丼の具』は1993年12月に販売開始されたが、BSE問題の影響で2004年2月から2008年3月の間は製造休止となり、ネットオークションで高値で取引されるといった現象も見られた。その期間は冷凍商品『豚丼の具』、『牛焼肉丼の具』のみ発売していたが、2008年4月以降は『冷凍牛丼の具』も一部の通信販売や生協などで販売を再開している。レンジ調理が可能な『すき家の牛丼の具』は、ゼンショー通販ショップで家庭用として通信販売を行っている。

## 人体への影響
2015年12月9日、吉野家ホールディングスは20歳 - 64歳の男女24人を対象とした研究で『冷凍牛丼の具』を用いた牛丼を毎日1回ずつ3か月間食べ続けてもらった結果、健康リスクは増えなかったことを公表した。

## 類似の料理
他人丼
鶏卵を軽く混ぜて牛肉の上からかけ、煮ることで卵とじにしてご飯の上に盛ると、「他人丼」「開化丼」「牛とじ丼」と呼ばれる料理になる。